# Compsomelissa benoisti
Compsomelissa benoisti là một loài Hymenoptera trong họ Apidae. Loài này được Michener mô tả khoa học năm 1977.